# لزلی وارد
لزلی وارد (انگلیسی: Leslie Ward; ۲۱ نوامبر ۱۸۵۱ – ۱۵ مهٔ ۱۹۲۲) کاریکاتوریست و نقاش اهل پادشاهی متحد بریتانیای کبیر و ایرلند بود که در طول چهار دهه فعالیت، ۱۳۲۵ پرتره از شخصیت‌های مختلف کشید که عموماً در مجلهٔ ونیتی فر بریتانیا منتشر می‌شدند.

## نگارخانه

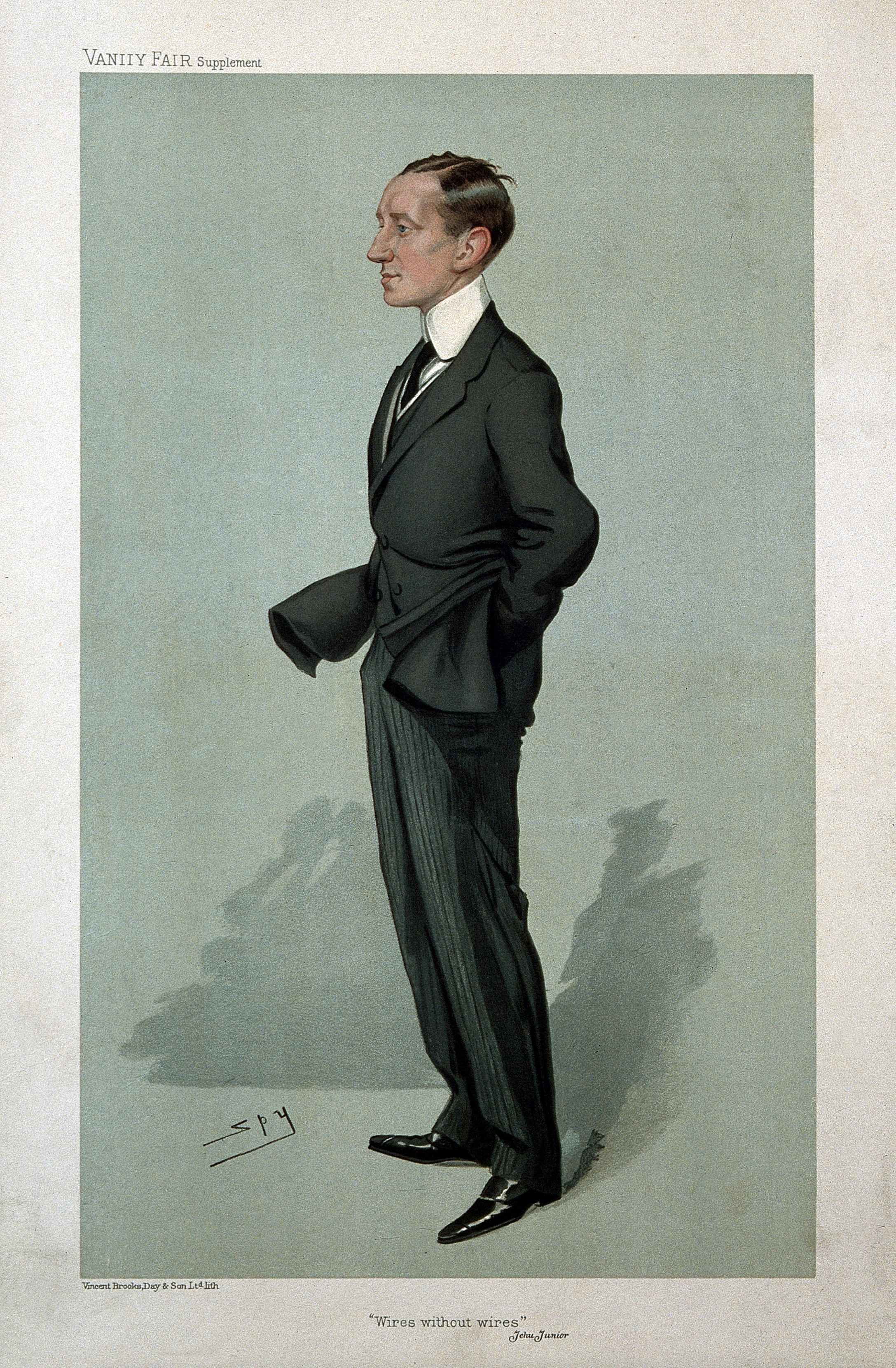
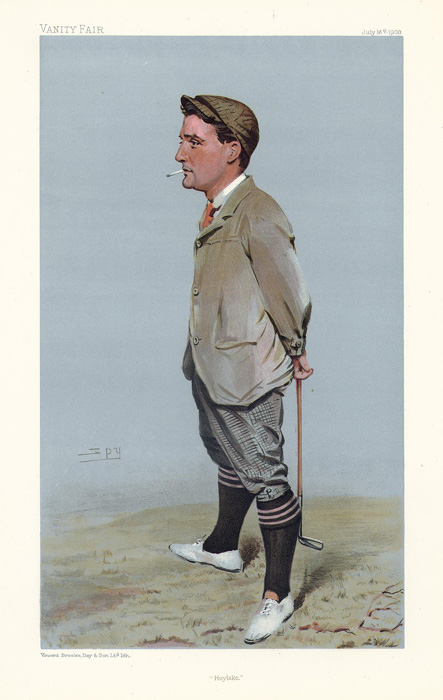
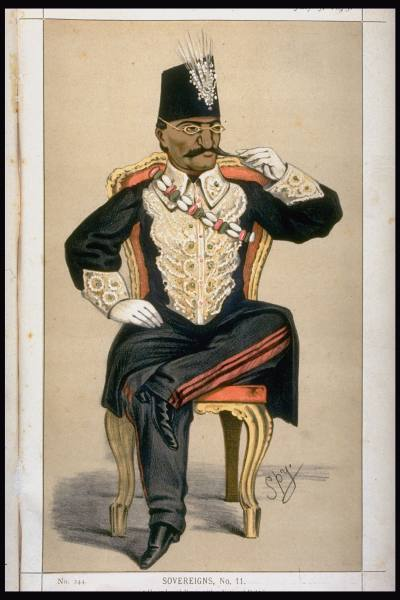
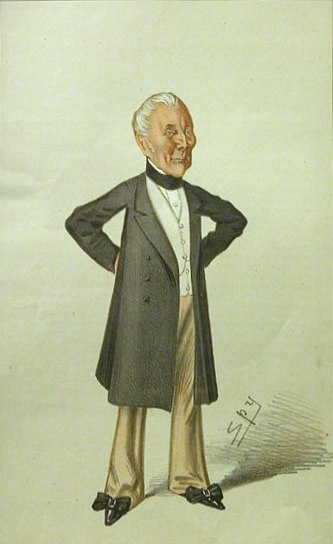
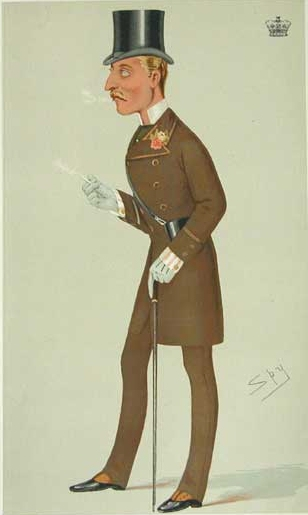
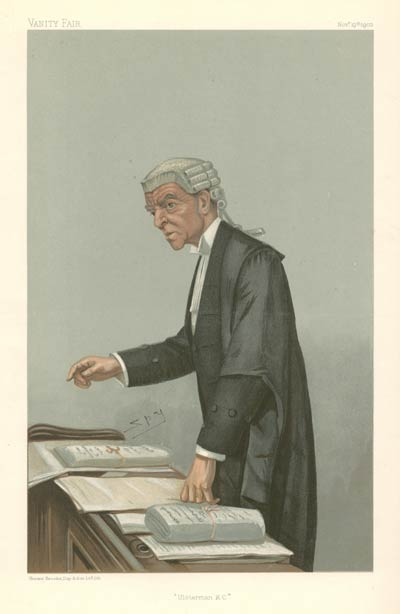
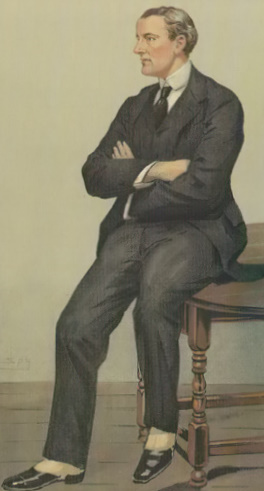
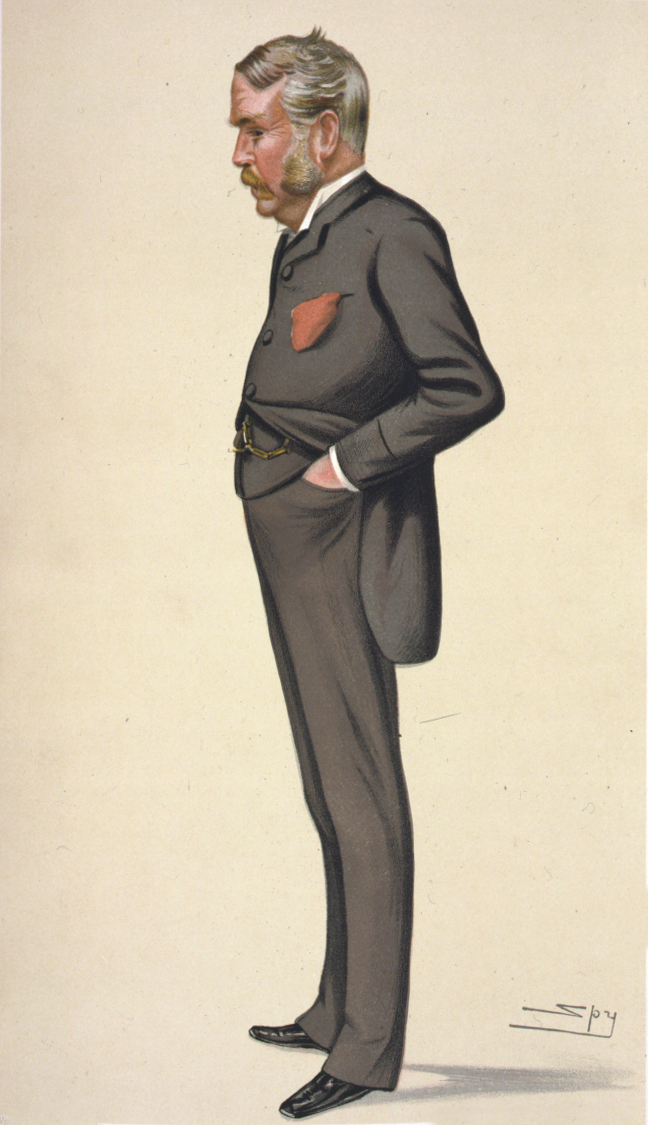
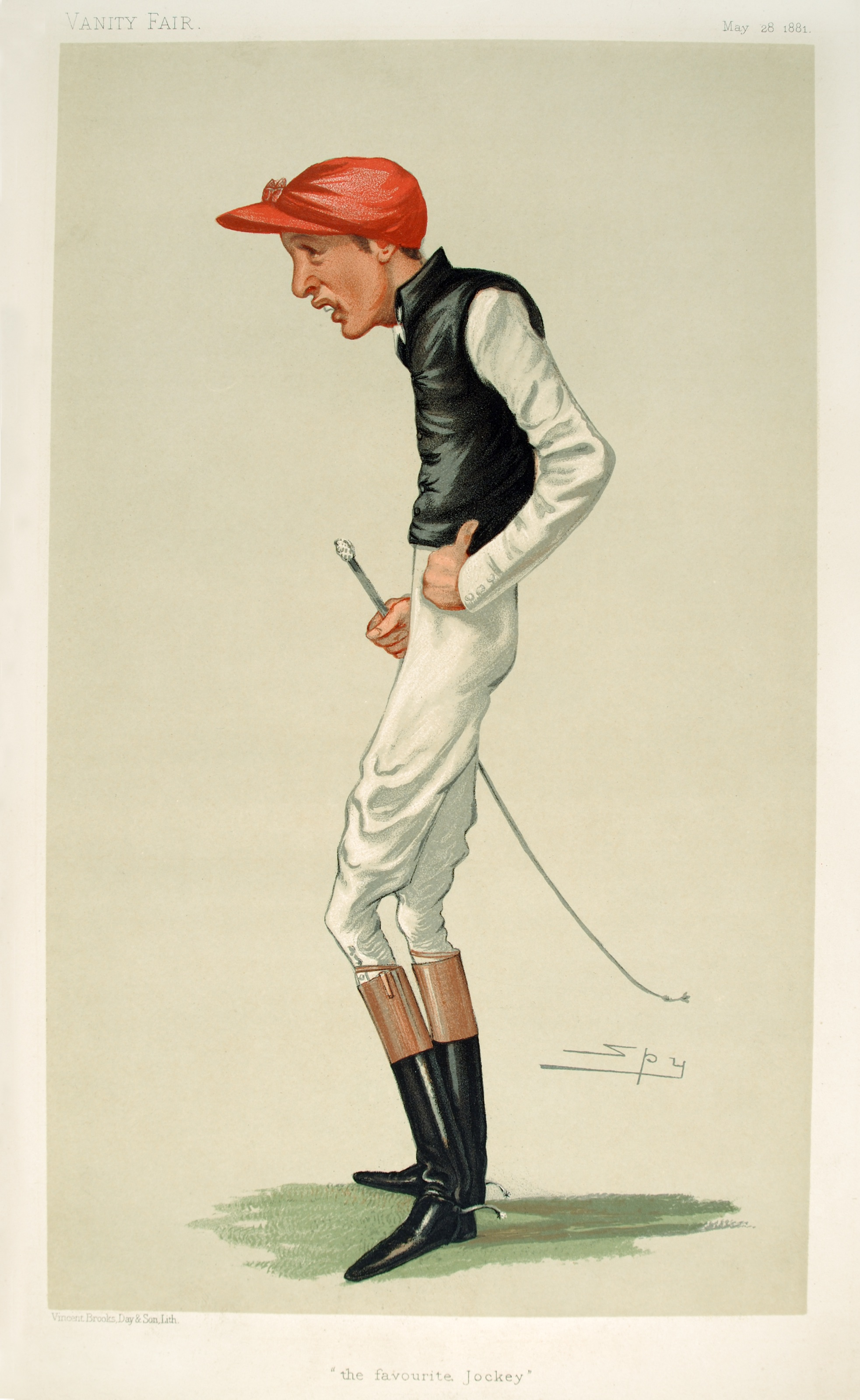
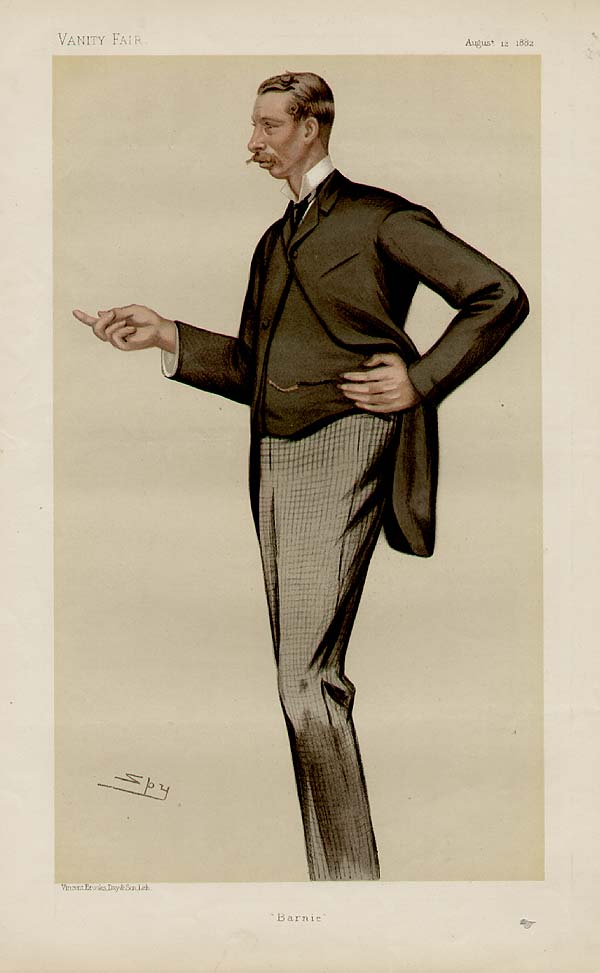
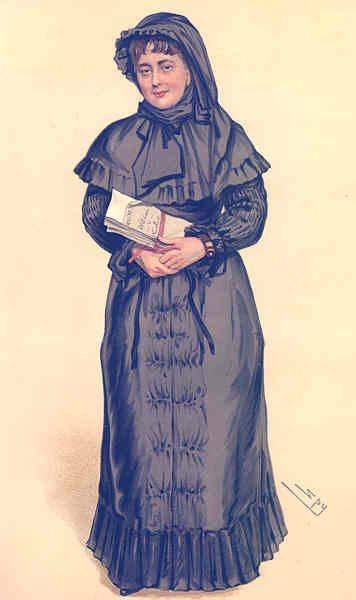
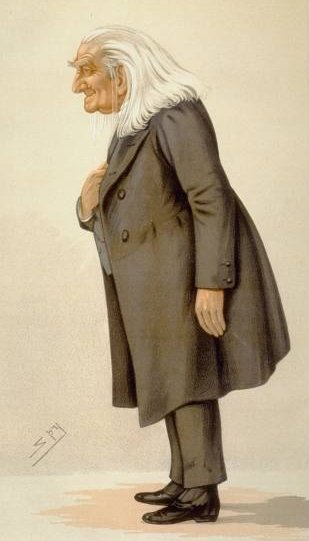
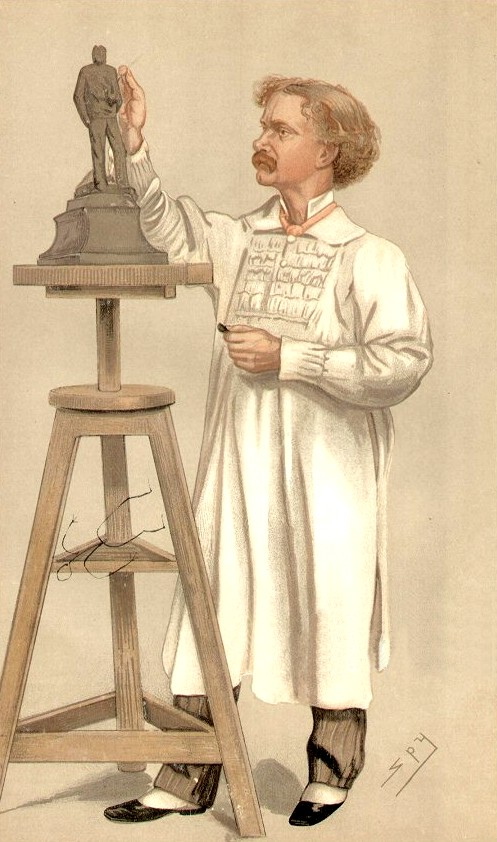
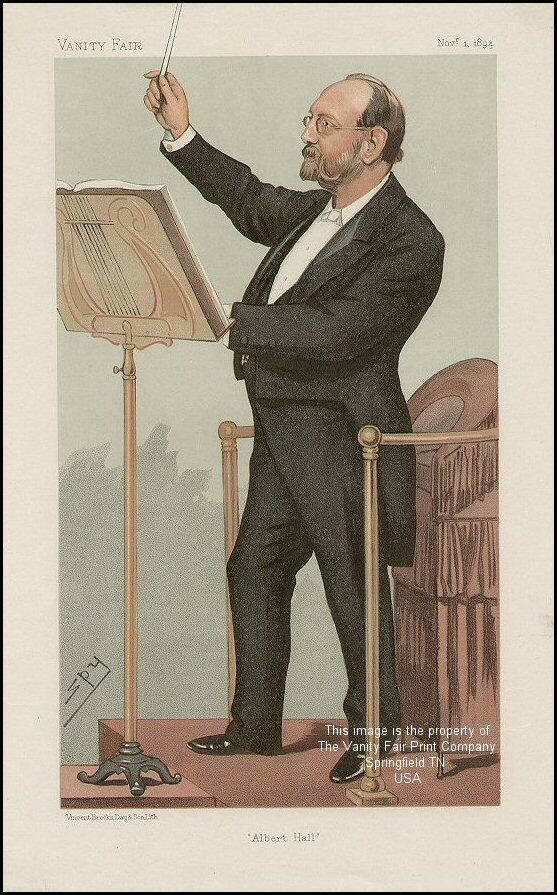
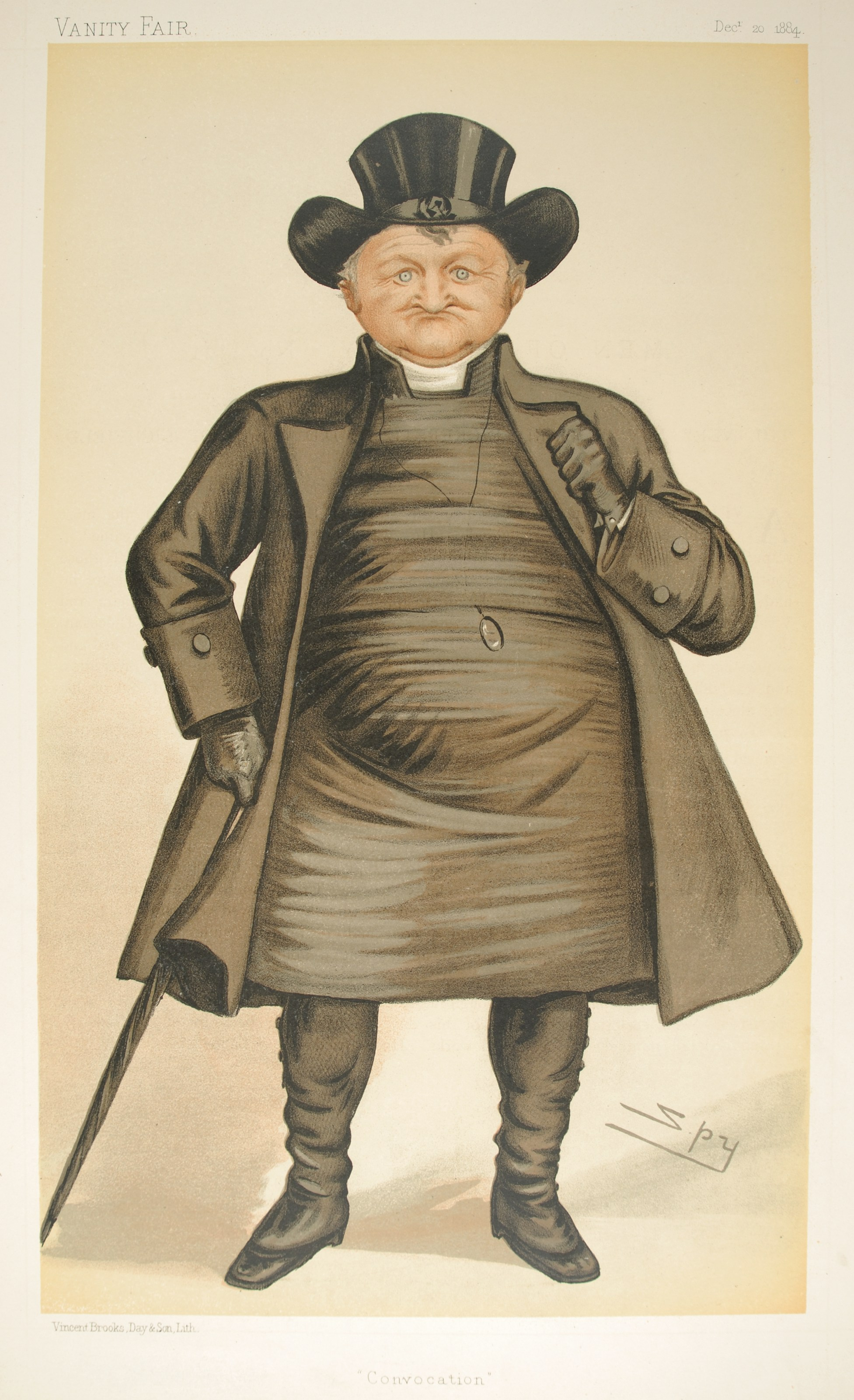
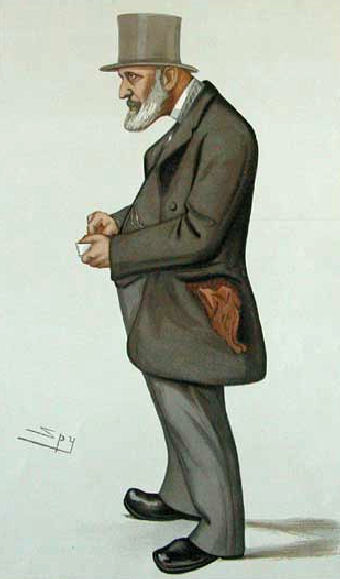
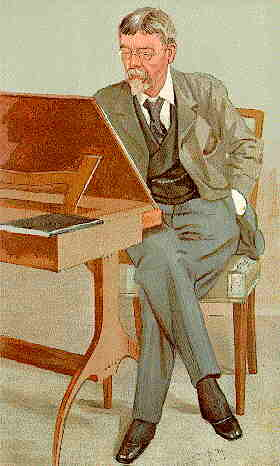
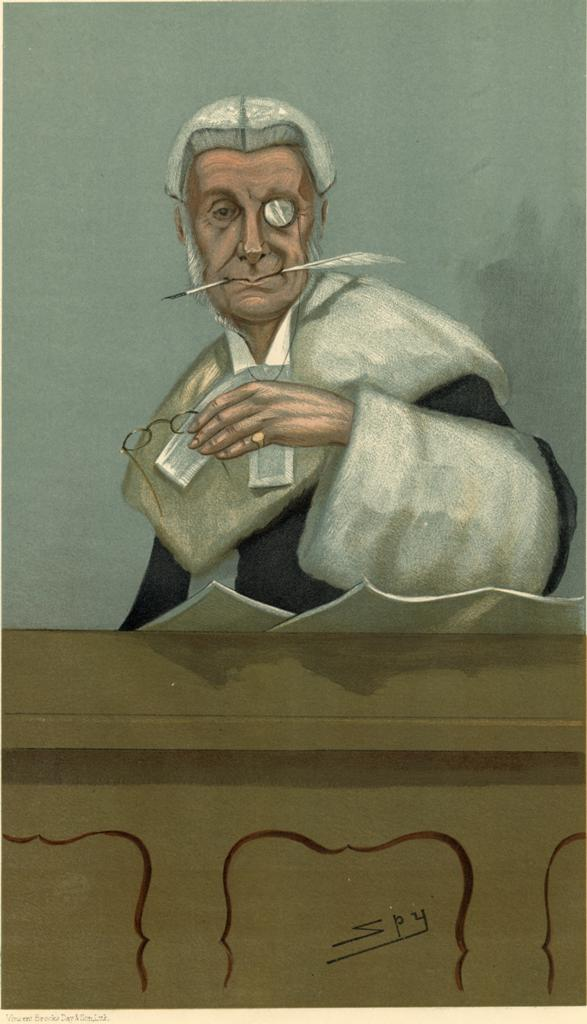
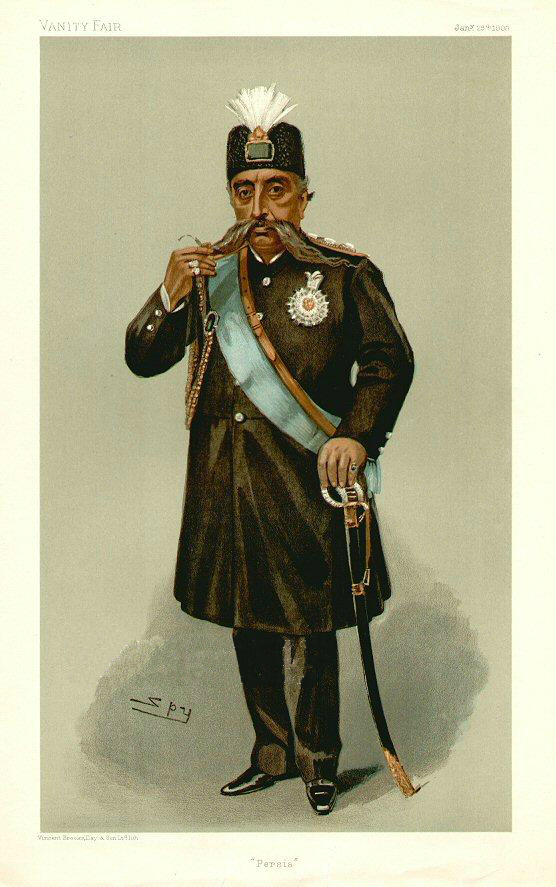
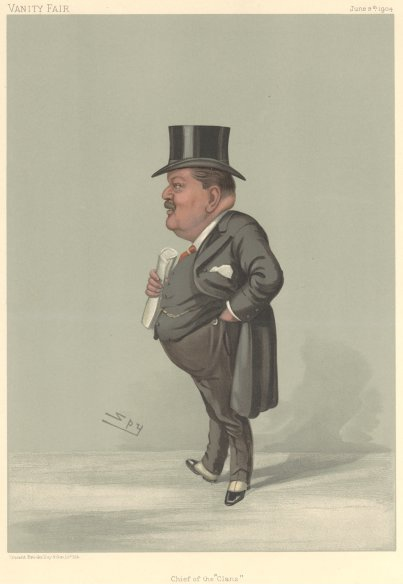
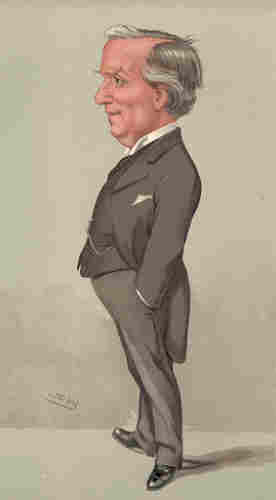
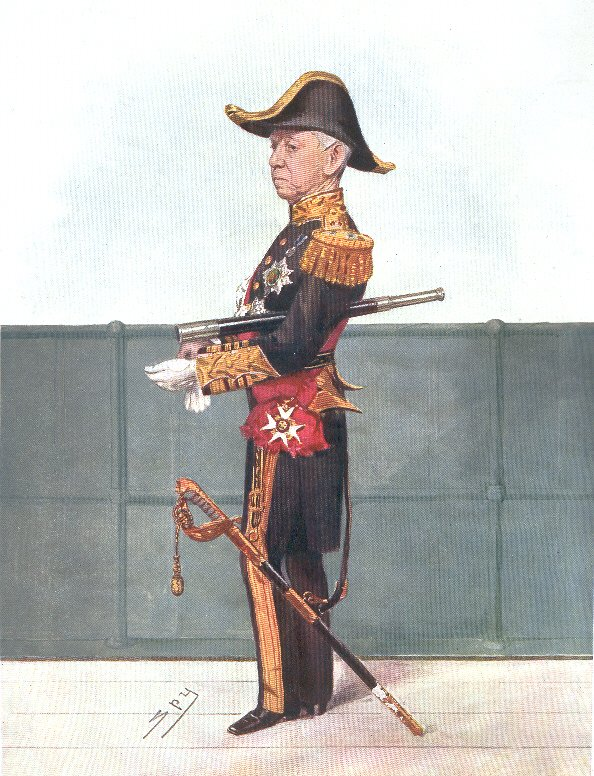
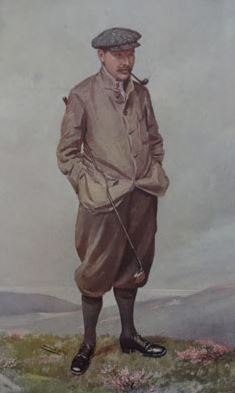
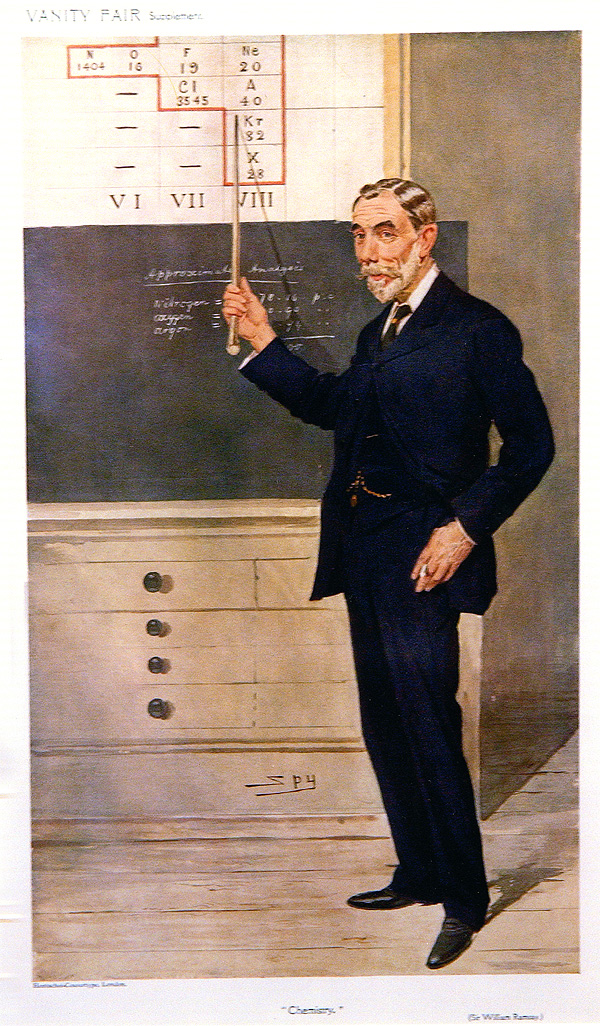